# Ночь у Мод
«Моя ночь у Мод» (фр. Ma nuit chez Maud) — третий фильм Эрика Ромера (1969) из серии «Сказки с моралью», который считается наиболее характерной выжимкой «ромеровского стиля» кинорежиссуры. Фильм доступен на DVD в серии Criterion Collection.

## Сюжет
Клермон-Ферран готовится отпраздновать Рождество. 34-летний безымянный холостяк (Трентиньян) чтит заветы католицизма, зачитывается Паскалем, каждый день ездит работать в офис на предприятие Michelin, а каждый вечер мечтает о знакомстве и браке с девушкой (Мари-Кристин Барро), которая приглянулась ему в толпе церковных прихожан.
Знакомый коммунист Видаль (Антуан Витез) после совместного посещения концерта Леонида Когана приглашает его провести вечер у своей разведённой подруги Мод (Франсуаза Фабиан). Начинается метель, и убеждённому католику не остаётся ничего иного, как провести ночь в постели с привлекательной женщиной…

## Моральная проблематика
Ночь в доме Мод даёт главному герою возможность высказать свои представления о любви и шансе, о браке и морали. Как истого католика его занимает пари Паскаля. В данном случае перед ним сходный выбор: поддаться соблазну плоти и переспать с Мод, скомпрометировав свои высокие принципы, или, отвергнув «синицу в руке», продолжать надеяться на встречу и брак с непосредственной, чистой незнакомкой из церкви. Шанс второго исхода ничтожен, но и выигрыш в случае успеха неизмеримо больше.
«В нашем мире неопределённости только риск способен принести успех», — подытоживает мораль фильма газета The Guardian, включившая «Ночь у Мод» в число лучших фильмов об отношениях мужчины и женщины. Михаил Трофименков видит урок фильма в другом: «Если человек сам не знает, чего хочет, он в итоге получит то, что хотел, сам о том не догадываясь». Режиссёр не навязывает готовую мораль, предоставляя зрителям самим определиться насчёт правильности выбора, сделанного главным героем.

## Резонанс
«Ночь у Мод» — первый фильм Ромера, который получил резонанс за пределами Франции и особенно в США, где он стал одним из самых обсуждаемых французских фильмов десятилетия и был номинирован на «Оскар» за лучший фильм на иностранном языке. За Ромером прочно закрепилась репутация интеллектуального режиссёра «не для всех». Как пошутил простоватый герой Джина Хэкмена в фильме «Ночные ходы», смотреть такое кино — всё равно что наблюдать за тем, как сохнет краска.